# Жан Батист Сімеон Шарден
Жан-Бати́ст Сімео́н Шарде́н (фр. Jean-Baptiste Simeon Chardin; 2 листопада 1699, Париж — 6 грудня 1779, Париж) — французький художник доби Просвітництва, представник реалізму. Малював жанрові композиції, натюрморти, декілька портретів.

## Історія вивчення
Нешляхетного походження, з ремісничої родини, не красень зовні, картини малював непрестижних і нешляхетних жанрів. Здавалося б, усе проти нього. Але твори художника подобались колегам, філософу Дені Дідро, навіть королю Франції — Людовику XV. Серед замовників майстра була і імператриця з Росії Катерина II.
Шарден таки мав декілька історіографів, серед яких і Шарль Ніколя Кошен (1715—1790), що був другом художника і пережив його. Творчий шлях Шардена відомий досить повно. Невідомими, утаємниченими залишилися лише дитячі та юнацькі роки. Він не розповів, а записати не встигли.
Кожен записав: «Шарден був невеличкий на зріст і худорлявий, але притаманний йому шарм приваблював жінок(як тільки не захвалиш друга!). Витончений смак, відчуття гумору, невідомо звідки з'явилися шляхетні манери(незважаючи на його низьке походження), уміння при цьому м'яко, але наполегливо відстоювати свою позицію, здібність реалістично оцінювати себе і інших — все це допомагало йому як в особистому житті, так і в житті професійному».

### Біографія
Дід і батько художника — теслярі. Шарден з ремісничої родини. Успадкувати фах батька не захотів, а батько не заважав сину навчатися живопису. Батько заробляв на життя виготовленням столів для більярду, мода на який полонила аристократів. Родина не була багатою, але не бідувала.
Перший вчитель Шардена — художник історичного живопису П. Ж. Каза́ (1676—1854). Значно більше Шарден отримав від другого — від Н. Н. Куапеля (1690—1734).Але найбільший вплив на учня мали картини фламандців, особливо їх натюрморти. Шарден закохався в натюрморти рано і не полишав свою приязнь до них ніколи.
Приязнь Шардена до натюрмортів не розділяли колеги. Він знав про це і намагався працювати і в інших жанрах. Його перша картина- це вивіска для приймальні хірурга, де був і постраждалий, і хірург, і невеликий натовп.
1728 р.- виставка молодих художників, куди Шарден дав натюрморти «Скат» та «Буфет». І одразу успіх: того ж року-1728-його обрали членом Королівської академії. Перша честь підбадьорила художника і він ретельно ходитиме на всі засідання чи інші події, що організовували в академії.
Дивно але негаласливий Шарден займав посаду казначея академії. Треба сподіватись, що неприємним бюрократом Шарден не був .

### Відсутність тодішньої освіти
Шарден не мав тодішньої освіти — з її латиною, знанням давньогрецької мови, міфології тощо. Це відвернуло особистість художника від біблійних, міфологічних, батальних сцен. Відсутність тодішньої освіти вважалась недоліком і, можливо, Шарден жалкував. Але це зберегло його особисте світосприйняття, його художню індивідуальність від нівелювання, схожості на інших.
Непрестижність натюрмортів примусила художника так ретельно їх малювати, так вкладати в них майстерність, хист і свої почуття, що вони впадали у око. На світ з'явилися скромні шедеври французького живопису взагалі.

### Кухонні натюрморти

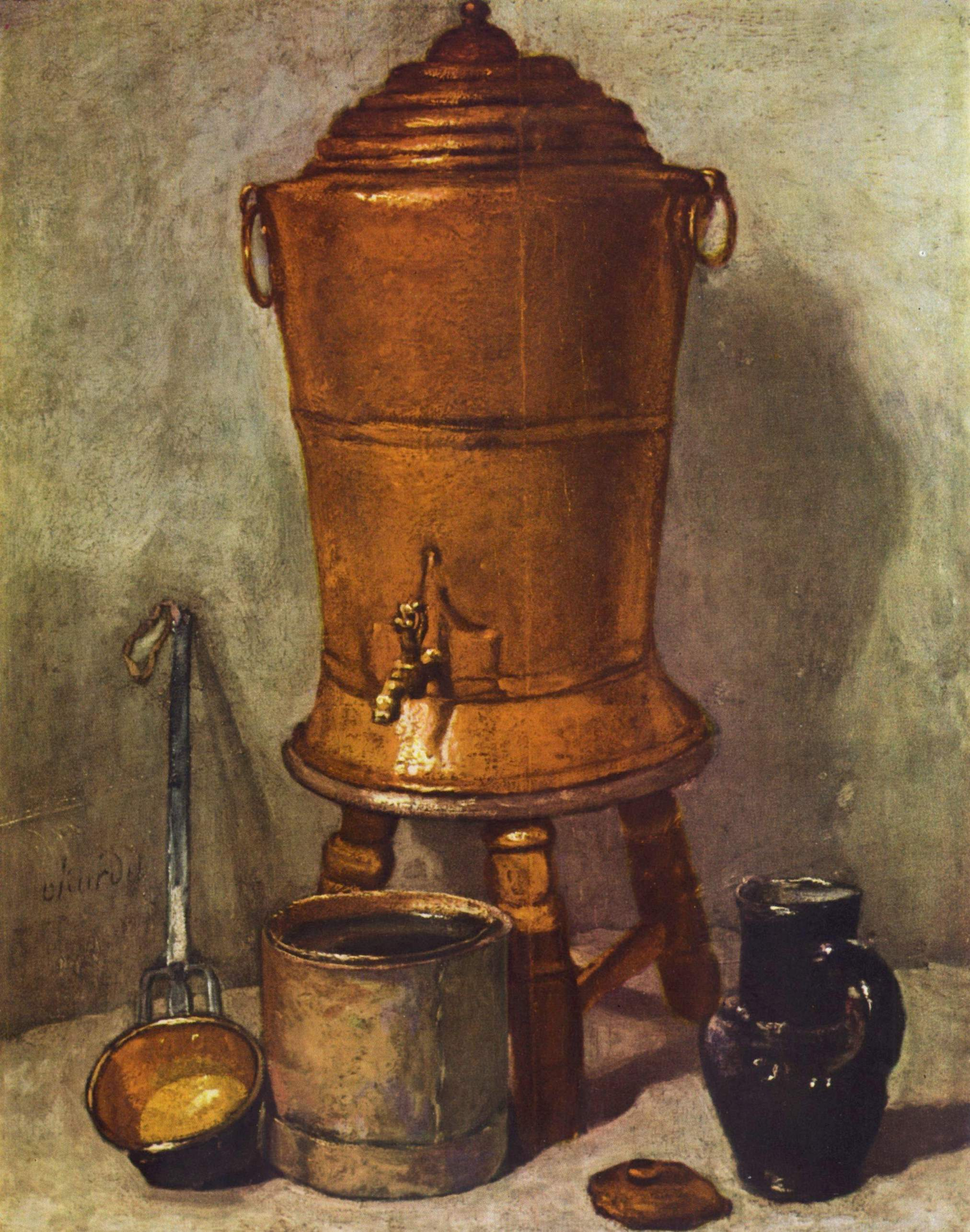
Мідяний бак. Лувр, Париж.

Пізнє бароко і розквіт рококо у Франції майже нічим не позначилися на творчості Шардена. Можливо, лише тип одягу свідчить, що рококо існувало і в жанрових картинах художника.
Відповіддю стали так звані кухонні натюрморти. У Парижі була мода на «малих голландців», а ті залюбки малювали кухні, служниць, кордегардії, подвір'я ремісників. Кухонні натюрморти не новина для споживачів живопису. Але Шарден не схожий на жодного з голландців чи фламандців попередньої доби. Його «Срібний келих» простий і поетичний, ніщо не порушує тишу кімнати. Його «Кухонний стіл» тісно заставлений посудом, а коштовна порцеляна вказує, що іноді в цій оселі бувають і свята.
Незвичним став натюрморт «Мідяний бак для води». Це посудяний велетень кухні. І невеличке кухонне приладдя поряд лише підкреслило головування баку в натюрморті, врівноваженому і красивому за колоритом.

### Жанрові композиції
Аби довести собі та іншим, що він може малювати не тільки натюрморти, майстер брався за жанрові сцени. Вони не виходять за межі кухні чи домівки взагалі. Це кухарка, що чистить овочі, праля з сином, який пускає мильні бульбашки, дбайлива няня або мати перед обідом, що чекає кінця молитви своїх дочок. Сюжети прості і недраматичні, але відомі кожному мешканцю.
Двічі художник брався за створення картин з художником. Одного разу це мавпа в тодішньому вбранні, що безглуздо махає пензлем (жарт Шардена на тему «Витівки мавп»). Другого разу це став аскетичний «Молодий художник».

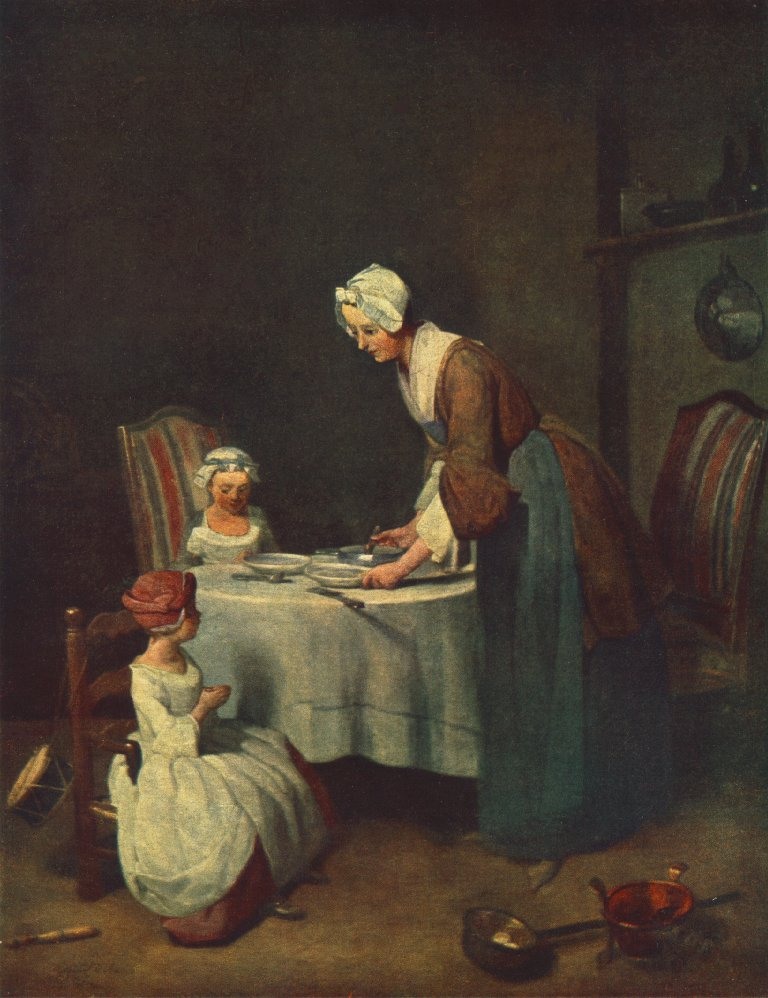
«Молитва перед обідом». 1740 р.Лувр, Париж
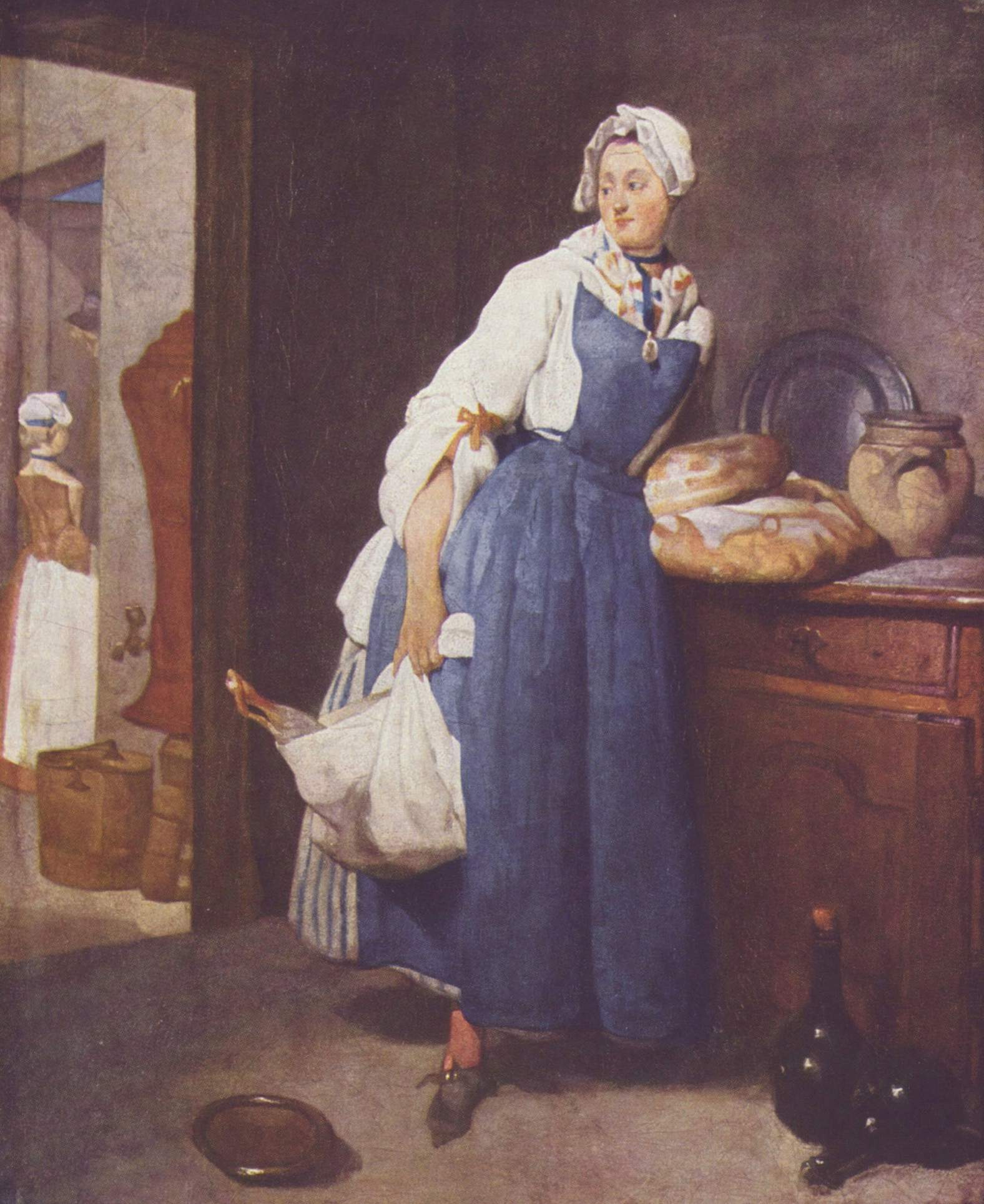
«Кур'єрська доставка їжі», 1739 р.
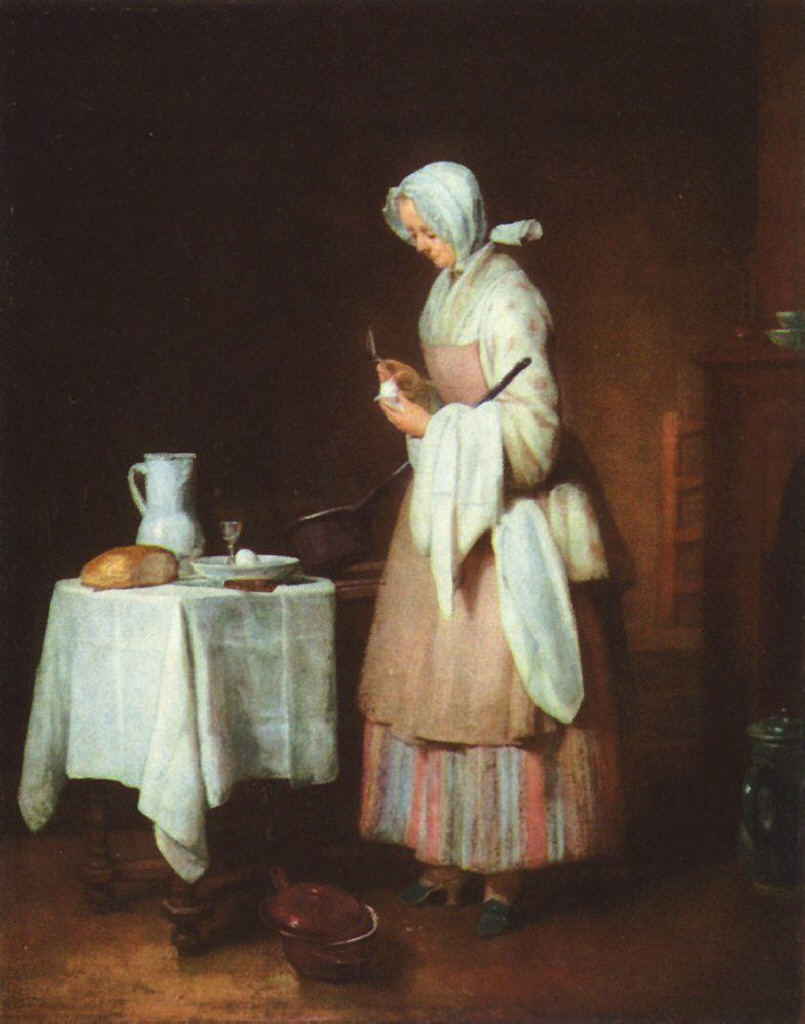
«Дбайлива няня» Жан Батист Сімеон Шарден, 1738 р.
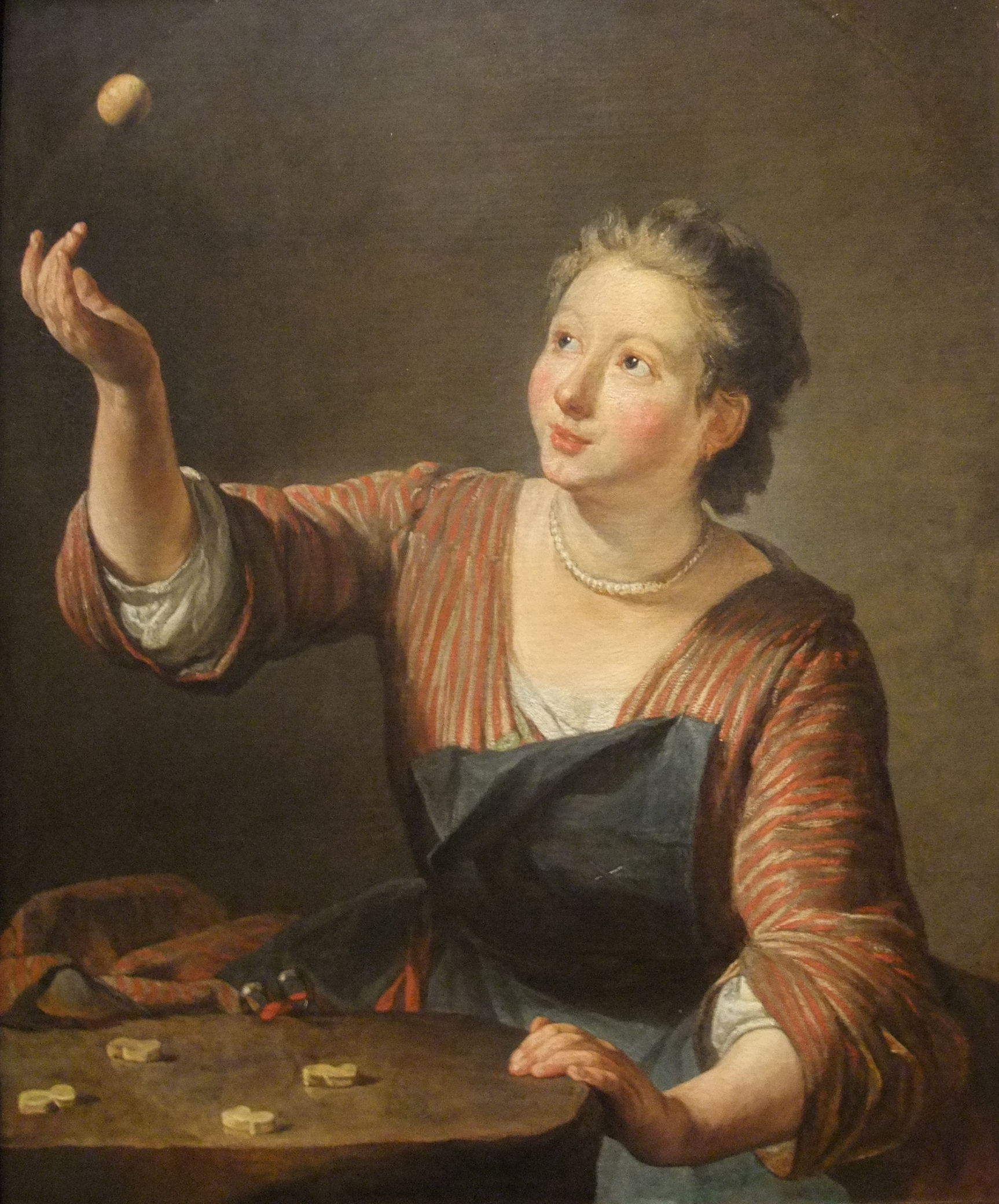
Гра у кості, 1734
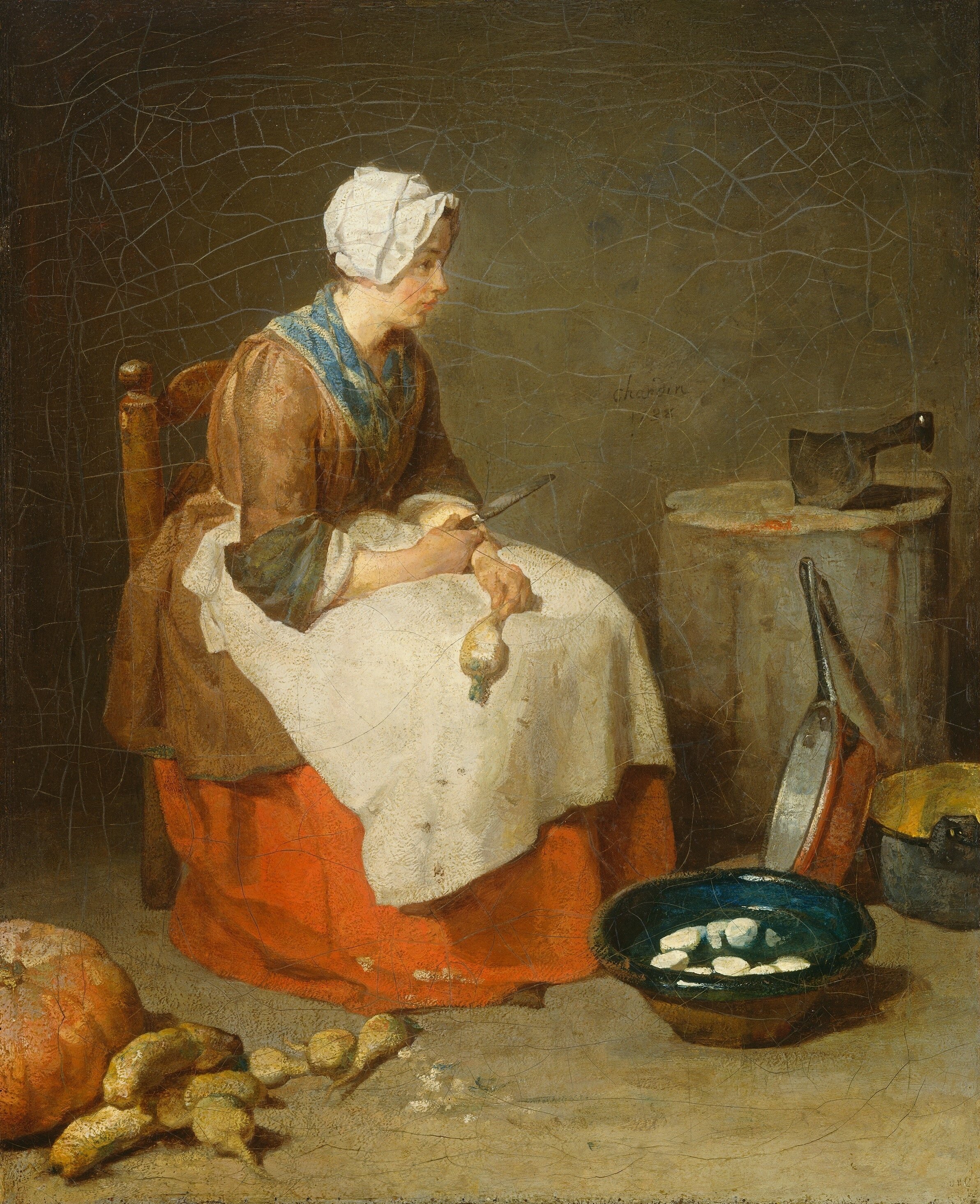
«Кухарка», 1750 р.

### Молодий художник

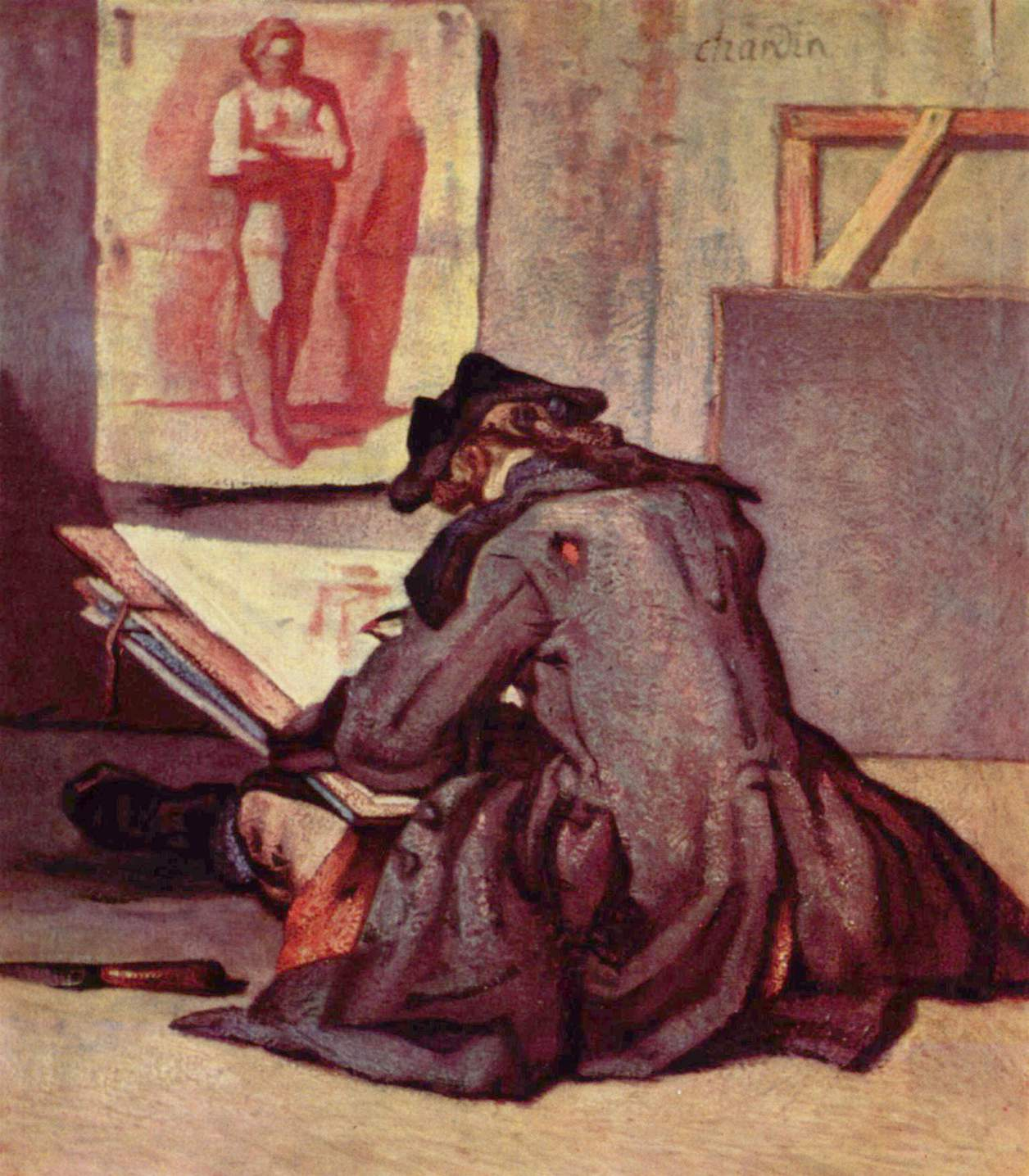
Молодий художник, бл. 1738 рік. Стокгольм, Національний музей Швеції.

Шарден начебто болісно згадав свої нудьгуваті заняття у Каза, що примушував довго копіювати зразки. У молодого художника нема навіть стільця і він сів на підлогу. Ми не бачимо його обличчя, що дуже незвично навіть для Шардена. Дірка на одязі свідчить про злидні. Але учень занурився в малювання, бо треба опанувати фах і тоді, може, все зміниться на краще…
Картина сподобалась. І Шарден зробив ще один варіант полотна «Молодий художник». Тепер дві збірки пишаються оригіналами майстра.

### Натюрморти з речами мистецтв

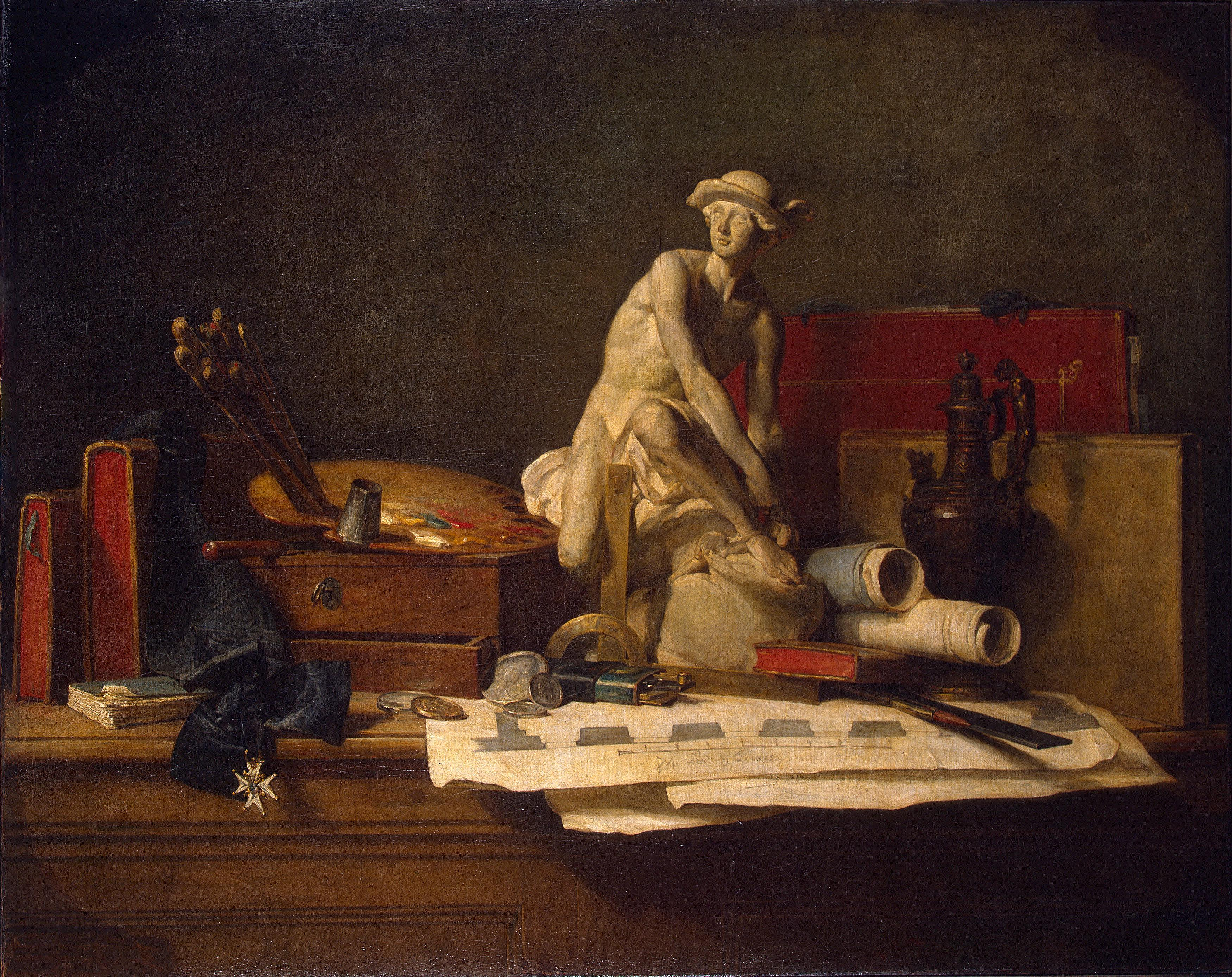
Атрибути мистецтв, 1766 р. на замову імператриці Катерини

Аби заробити грошей, Шарден узявся за створення десюдепортів — картин, що прикрашали стіни над дверима парадних зал. Сюжети ті ж — це натюрморти. Йому навіть доручили реставрацію стінописів в резиденції Фонтенбло. Він зробив і отримав гроші, яких його родині вистачило на декілька років. У 1740 році його представили королю. 10 років поспіль король надав художнику щомісячну зарплатню за внесок у мистецтво країни.
Тепер майстер трохи менше залежав від продажу своїх картин і міг малювати за натхненням, а не за важким примусом.
Для коронованих осіб Шарден і намалював свої натюрморти з речами мистецтв. Це натюрморт «Музичні інструменти»,1765 р., « Мистецькі атрибути з головою Меркурія», ще одні «Мистецькі атрибути» 1766 року, що тепер в музеї Ермітаж, Петербург.
Тут все нагадує про мистецтво. Меркурій — покровитель подорожніх і художників. Книги і палітра з пензлями — адже без них неможливо художнику. Серед предметів натюрморту — креслення архітектора. Отже, це натяки на три вільні мистецтва — живопис, скульптуру і архітектуру.

### Інші натюрморти

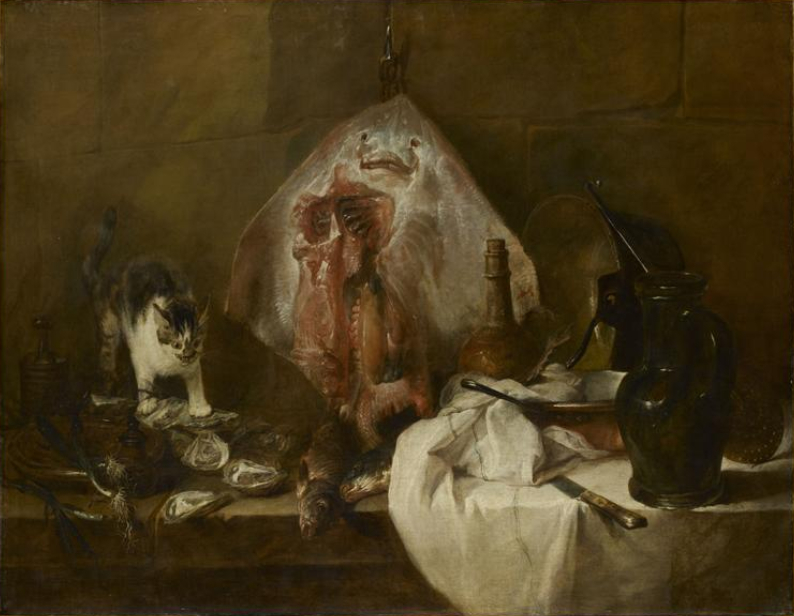
Натюрморт «Скат». 1728 р.Лувр, Париж.
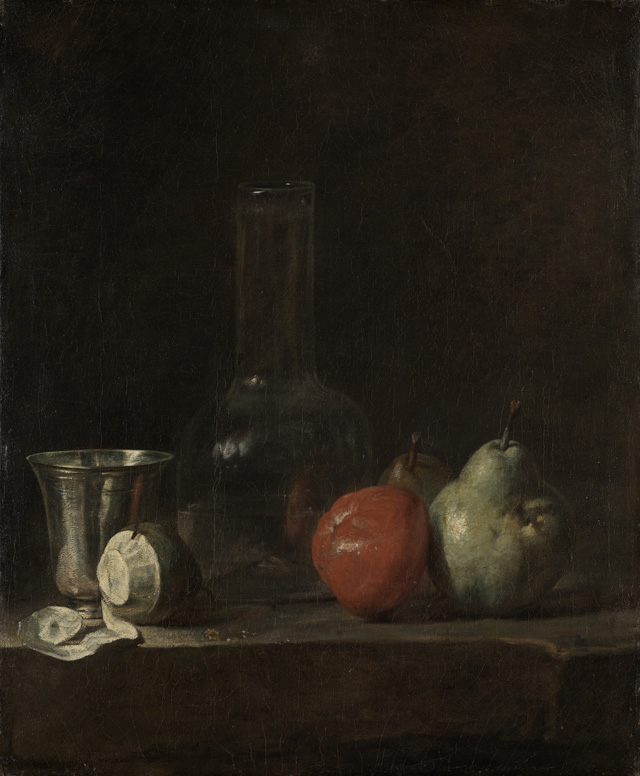
Натюрморт з скляною пляшкою,бл.1750
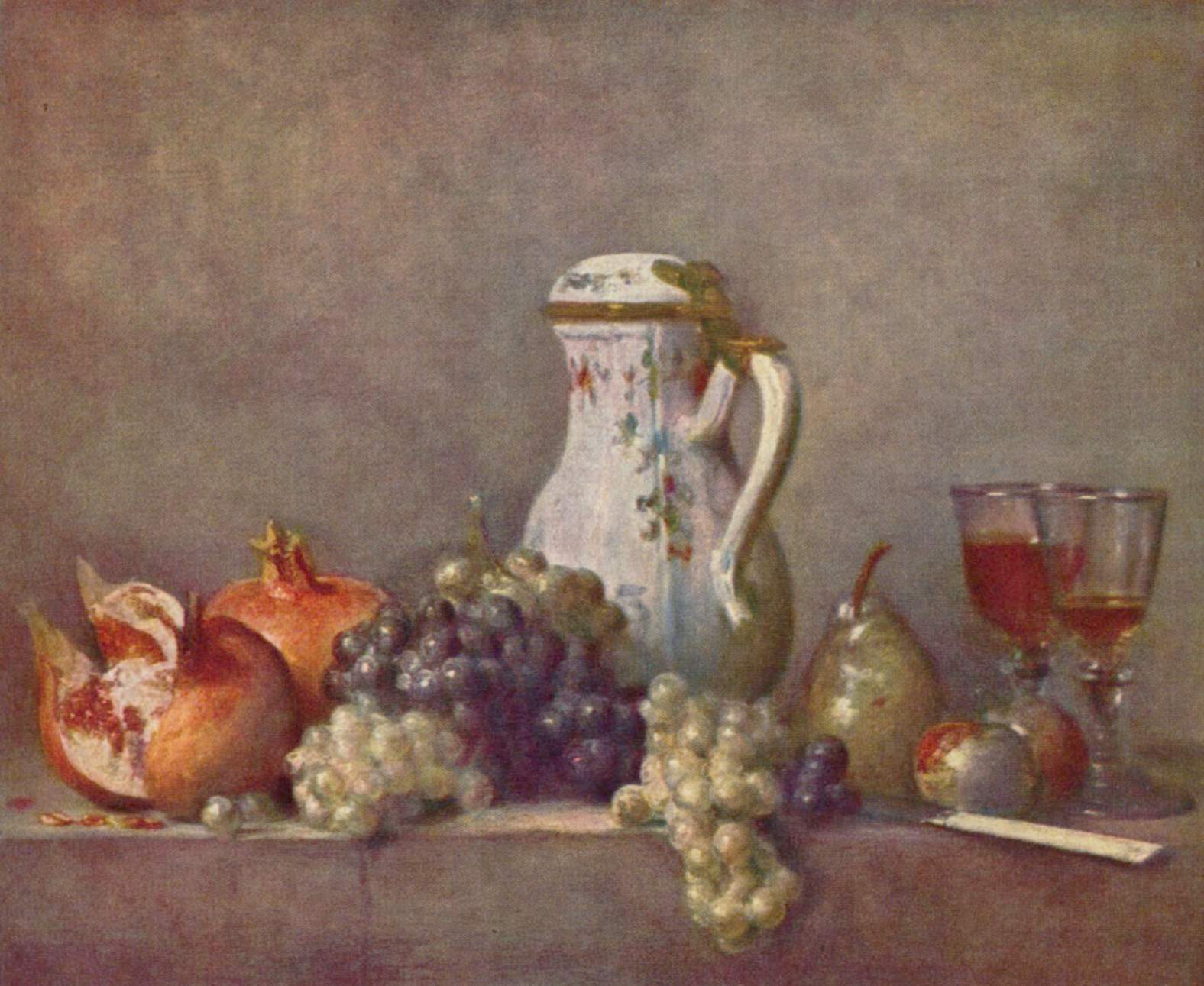
Виноград і гранати, 1763 р.Лувр, Париж
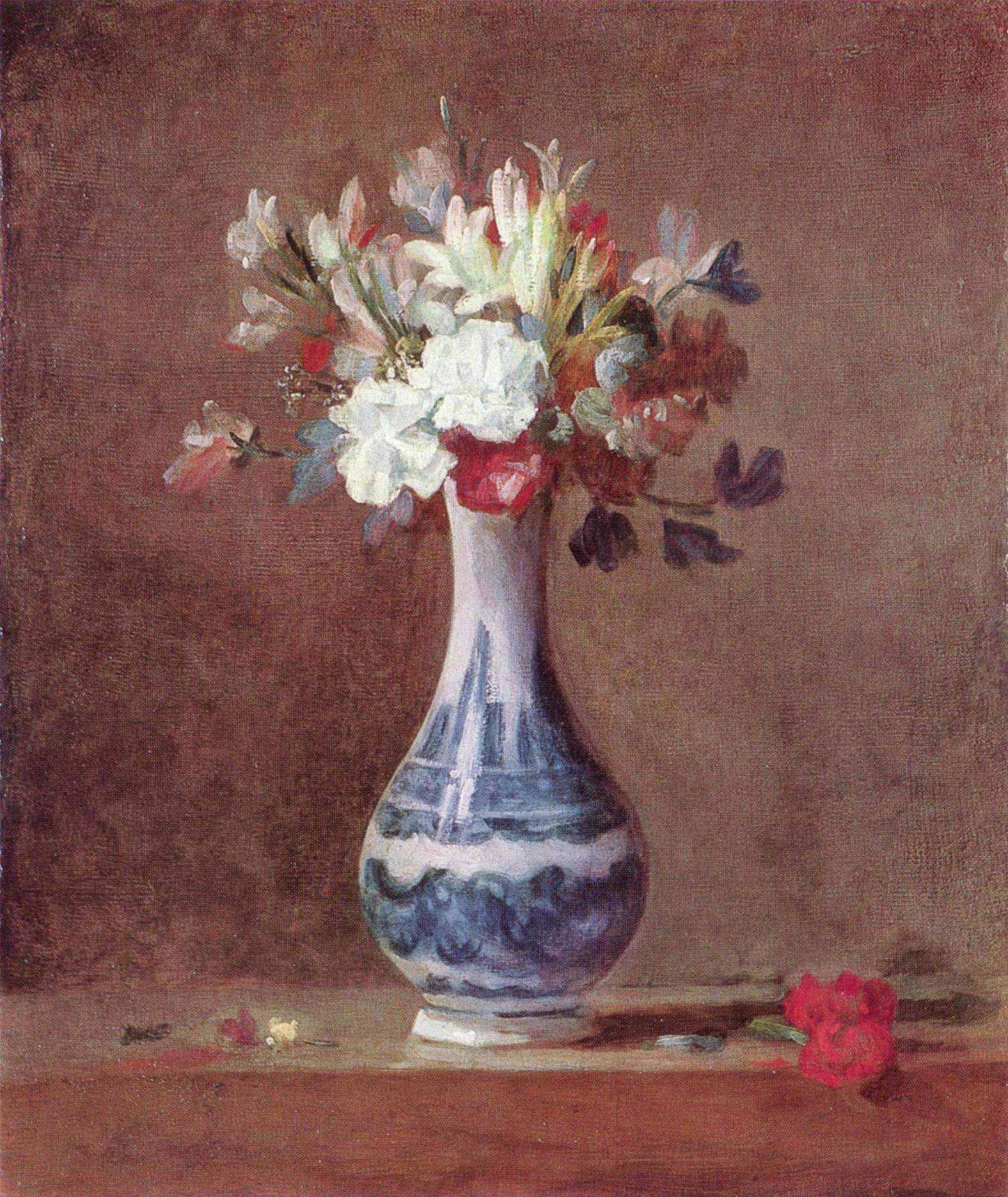
Натюрморт з квітами,1760-1763 рр. Нац. галерея Шотландії, Единбург

### Родина
Шарден був двічі одружений. Перша дружина, Маргарита Сентар, подарувала йому дочку і сина, Жана-П'єра, що теж став художником. Вона рано померла.
Лише після дев'яти років зі смерті першої дружини Шарден узяв шлюб вдруге з Маргаритою Пуже. Колись родина Шарден і Пуже дружили, тепер і поріднилися. Маргарита Пуже переживе чоловіка на 12 років. Зберігся її портрет пензля Шардена (1775, пастель, Лувр, Париж).

### Звертання до техніки пастелі
У Шардена погіршився зір і прийшли сумні думки про кінець життя. В нього не було часу довго чекати, поки висохнуть фарби і можна знову працювати над новим полотном. Він звернувся до техніки пастелі — не треба чекати висихання фарб, добре робити розтушовки, швидко робити зміни, а кольори яскраві. Їх добре видно і підсліпуватим очам. Несподіванкою було і звертання до портретів. Саме в похилому віці він пише дружину — Маргариту Пуже — і декілька своїх автопортретів. Жартівникам смішно дивитися на старого в чудернацькому капелюшку з блакитною стрічкою і шийною хусткою, що слугував краваткою художнику. А старцю було зручно, і він не так мерз.
Шарден якось напружено вдивлявся в своє віддзеркалення, а ще більше в майбутній світ, де йому вже не прийдеться жити.

### Смерть
Помер у Парижі. Францію чекали лихі часи Революції, терору, воєнних авантюр Наполеона. Його ненадовго призабули. Почесне місце в мистецтві йому повернули брати Гонкури, художник Едуард Мане і Сезанн, що був просто закоханим у твори Шардена.